# Symplocos paniensis
Symplocos paniensis är en tvåhjärtbladig växtart som beskrevs av Pillon och Noot. Symplocos paniensis ingår i släktet Symplocos och familjen Symplocaceae. Inga underarter finns listade i Catalogue of Life.